# Amberley (Ohio)
Amberley ist ein Village in Hamilton County im US-Bundesstaat Ohio. Das U.S. Census Bureau hat bei der Volkszählung 2020 eine Einwohnerzahl von 3840 ermittelt.

## Geographie
Umgeben wird Amberley von Reading im Norden, von Deer Park im Osten, von Golf Manor im Süden und von Finneytown im Westen.